# Corey Pavin

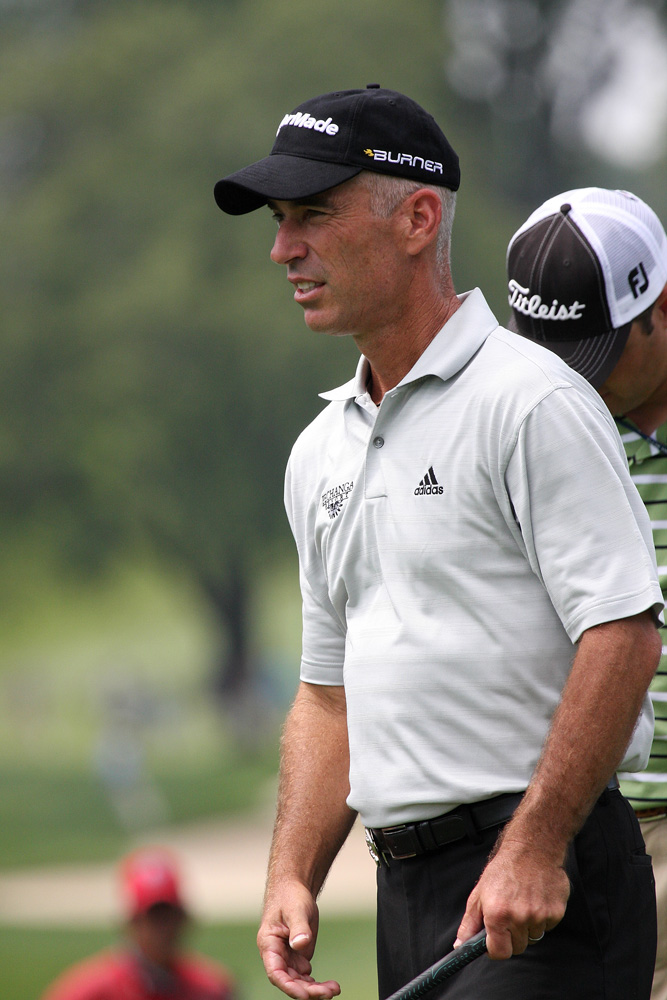
Corey Pavin

Corey Pavin, född 16 november 1959 i Oxnard, Kalifornien, är en amerikansk golfspelare som var på toppen av sin karriär på PGA-touren från mitten av 1980-talet till mitten av 1990-talet.
Pavin blev professionell golfspelare 1982. Han nådde snabbt framgångar i sporten med tre internationella segrar 1983 och sin första seger på PGA-touren 1984 i Houston Coca-Cola Open. Han vann minst en tävling antingen på USA-touren eller internationellt de följande åren. Han vann penningligan på USA-touren 1991.
Pavins framgångar kulminerade i hans enda majorseger, US Open 1995. Efter den segern började han falla på rankingen och det dröjde tio år innan han vann igen på USA-touren.

## Meriter

### Majorsegrar
- 1995 US Open

### Segrar på PGA-touren
- 1984 Houston Coca-Cola Open
- 1985 Colonial National Invitation
- 1986 Hawaiian Open,  Greater Milwaukee Open
- 1987 Bob Hope Chrysler Classic,  Hawaiian Open
- 1988 Texas Open
- 1991 Bob Hope Chrysler Classic,  BellSouth Atlanta Golf Classic
- 1992 Honda Classic
- 1994 Nissan Los Angeles Open
- 1995 Nissan Open
- 1996 MasterCard Colonial
- 2006 U.S. Bank Championship in Milwaukee

### Övriga segrar
- 1983 German Open, South African PGA Championship, Calberson Classic
- 1984 New Zealand Open
- 1985 New Zealand Open, USA-Japan Matches (individuellt)
- 1993 Toyota World Match Play Championship
- 1994 Tokai Classic
- 1995 Asian Masters, Million Dollar Challenge
- 1996 Ssang Yong International Challenge
- 1999 Martel Skins Game

### Lagtävlingar
- 1981 Walker Cup
- 1982 USA-Japan
- 1985 Nissan Cup
- 1991 Ryder Cup
- 1993 Ryder Cup
- 1994 The Presidents Cup
- 1995 Ryder Cup
- 1996 The Presidents Cup